# Дюкесн (Пенсільванія)
Дюкесн (англ. Duquesne) — місто (англ. city) в США, в окрузі Аллегені штату Пенсільванія. Населення — 5254 особи (2020).

## Географія
Дюкесн розташований за координатами 40°22′24″ пн. ш. 79°51′1″ зх. д. / 40.37333° пн. ш. 79.85028° зх. д. (40.373461, -79.850162).  За даними Бюро перепису населення США в 2010 році місто мало площу 5,27 км², з яких 4,71 км² — суходіл та 0,56 км² — водойми.

## Демографія
Згідно з переписом 2010 року, у місті мешкало 5565 осіб у 2493 домогосподарствах у складі 1287 родин. Густота населення становила 1056 осіб/км².  Було 3163 помешкання (600/км²).
Расовий склад населення:
| - 55,3 % — чорних або афроамериканців - 39,6 % — білих - 0,4 % — азіатів - 0,2 % — корінних американців |

До двох чи більше рас належало 3,8 %. Частка іспаномовних становила 2,3 % від усіх жителів.
За віковим діапазоном населення розподілялося таким чином: 27,2 % — особи молодші 18 років, 56,9 % — особи у віці 18—64 років, 15,9 % — особи у віці 65 років та старші. Медіана віку мешканця становила 36,4 року. На 100 осіб жіночої статі у місті припадало 80,2 чоловіків;  на 100 жінок у віці від 18 років та старших — 74,7 чоловіків також старших 18 років.
Середній дохід на одне домашнє господарство  становив 43 562 долари США (медіана — 19 776), а середній дохід на одну сім'ю — 39 699 доларів (медіана — 29 600). Медіана доходів становила 39 091 долар для чоловіків та 34 229 доларів для жінок. За межею бідності перебувало 40,2 % осіб, у тому числі 52,8 % дітей у віці до 18 років та 15,7 % осіб у віці 65 років та старших.
Цивільне працевлаштоване населення становило 1713 осіб. Основні галузі зайнятості: освіта, охорона здоров'я та соціальна допомога — 26,6 %, роздрібна торгівля — 17,6 %, мистецтво, розваги та відпочинок — 11,1 %, виробництво — 9,2 %.